# 洛希站
洛希站（英語：Lochee railway station）是一個位於蘇格蘭鄧迪洛希的鐵路站，在1861至1955年間提供服務。

## 歷史
車站由愛丁堡建築師詹姆斯·高万斯爵士設計，在1861年啟用。車站在1955年關閉。
車站大樓在1972年改為一個社交俱樂部Lochee Burns Club，現屬於B項登錄建築。
| 前一站     | 路線             | 下一站   |
| ---------- | ---------------- | -------- |
| 巴爾多文站 | 鄧迪和紐泰爾鐵路 | 洛希西站 |